# Discografia di Joss Stone
La discografia di Joss Stone è composta da sei album in studio, pubblicati tra il 2003 e il 2012, tre EP live, una compilation e sedici singoli. Nel 2011 è entrata a far parte del gruppo SuperHeavy, fondato da Mick Jagger, con il quale ha pubblicato un album intitolato SuperHeavy.

## Album

### Album in studio
| 2003                                                        | The Soul Sessions - Pubblicato: 16 settembre 2003 - Etichetta: Relentless Records - Formato: CD, LP, download digitale   | —  | —  | —  | —  | —  | —  | —  | —  | —  | —  | —  | — | —  |  |
| 2004                                                        | Mind, Body & Soul - Pubblicato: 15 settembre 2004 - Etichetta: Relentless Records - Formato: CD, LP, download digitale   | 11 | 7  | 5  | —  | 23 | 9  | 7  | 3  | 10 | 5  | 21 | 6 | 1  |  |
| 2007                                                        | Introducing Joss Stone - Pubblicato: 9 marzo 2007 - Etichetta: Relentless Records - Formato: CD, LP, download digitale   | 2  | 15 | 8  | 6  | 38 | 22 | 6  | 1  | 27 | 17 | 31 | 2 | 12 |  |
| 2009                                                        | Colour Me Free! - Pubblicato: 20 ottobre 2009 - Etichetta: Relentless Records - Formato: CD, download digitale           | 10 | —  | 17 | —  | —  | 63 | 26 | 16 | —  | —  | —  | 5 | 75 |  |
| 2011                                                        | LP1 - Pubblicato: 21 luglio 2011 - Etichetta: Stone'd, Surfdog - Formato: CD, download digitale                          | 9  | —  | 15 | 15 | 38 | 46 | 5  | 6  | —  | —  | —  | 2 | 36 |  |
| 2012                                                        | The Soul Sessions Vol. 2 - Pubblicato: 16 luglio 2012 - Etichetta: S-Curve, Stone'd - Formato: CD, LP, download digitale | 10 | 42 | 6  | 23 | —  | 82 | 7  | 2  | —  | —  | —  | 5 | 6  |  |
| 2015                                                        | Water for Your Soul - Pubblicato: 31 luglio 2015 - Etichetta: Stone'd - Formato: CD, LP, download digitale               | 34 | —  | 13 | 25 | —  | 77 | 11 | 3  | —  | —  | —  | 1 | 13 |  |
| "—" indica che l'album non si è classificato in quel Paese. | |    |    |    |    |    |    |    |    |    |    |    |   |    |  |

### Raccolte
| Anno | Album | Posizione massima | Posizione massima |
| Anno | Album | AUT               | SWI               |
| ---- | --- | ----------------- | ----------------- |
| 2011 | The Best of Joss Stone 2003-2009 - Pubblicato: 30 settembre 2011 - Etichetta: Virgin Records - Formati: CD, download digitale | 58                | 57                |

## EP live
| Anno | Dettagli | Note |
| ---- | --- | ---- |
| 2004 | Sessions@AOL - Pubblicato: 30 novembre 2004 - Etichetta: S-Curve Records - Formati: download digitale                                             |      |
| 2007 | Live Session - Pubblicato: 22 maggio 2009 - Etichetta: Virgin Records - Formati: download digitale                                                |      |
| 2007 | Live at Austin City Limits Music Festival 2007: Joss Stone - Pubblicato: 6 novembre 2007 - Etichetta: Virgin Records - Formati: download digitale |      |

## Singoli
| Anno                                                           | Singolo                                           | Posizioni massime  | Posizioni massime  | Posizioni massime  | Posizioni massime  | Posizioni massime  | Posizioni massime  | Posizioni massime  | Posizioni massime  | Posizioni massime  | Posizioni massime  | Posizioni massime  | Album                               |                    |
| Anno                                                           | Singolo                                           | US                 | US R&B             | AUS                | AUT                | CAN                | GER                | NDL                | NOR                | NZL                | SWI                | UK                 | Album                               |                    |
| Singoli da solista                                             | Singoli da solista                                | Singoli da solista | Singoli da solista | Singoli da solista | Singoli da solista | Singoli da solista | Singoli da solista | Singoli da solista | Singoli da solista | Singoli da solista | Singoli da solista | Singoli da solista | Singoli da solista                  | Singoli da solista |
| -------------------------------------------------------------- | ------------------------------------------------- | ------------------ | ------------------ | ------------------ | ------------------ | ------------------ | ------------------ | ------------------ | ------------------ | ------------------ | ------------------ | ------------------ | ----------------------------------- | ------------------ |
| 2004                                                           | Fell in Love with a Boy                           | —                  | —                  | —                  | —                  | —                  | —                  | 80                 | —                  | 23                 | —                  | 18                 | The Soul Sessions                   |                    |
| 2004                                                           | Super Duper Love                                  | —                  | —                  | —                  | —                  | —                  | 78                 | —                  | —                  | —                  | —                  | 18                 | The Soul Sessions                   |                    |
| 2004                                                           | You Had Me                                        | —                  | —                  | 23                 | 54                 | —                  | 77                 | 14                 | —                  | 26                 | 40                 | 9                  | Mind, Body & Soul                   |                    |
| 2004                                                           | Right to Be Wrong                                 | —                  | —                  | —                  | —                  | —                  | —                  | 31                 | —                  | —                  | 46                 | 29                 | Mind, Body & Soul                   |                    |
| 2005                                                           | Spoiled                                           | —                  | 54                 | —                  | —                  | —                  | —                  | 46                 | —                  | —                  | —                  | 32                 | Mind, Body & Soul                   |                    |
| 2005                                                           | Don't Cha Wanna Ride                              | —                  | —                  | —                  | —                  | —                  | 100                | 54                 | —                  | —                  | 93                 | 20                 | Mind, Body & Soul                   |                    |
| 2007                                                           | Tell Me 'Bout It                                  | 83                 | —                  | —                  | 60                 | —                  | 64                 | 5                  | —                  | —                  | 33                 | 28                 | Introducing Joss Stone              |                    |
| 2007                                                           | Tell Me What We're Gonna Do Now                   | —                  | 64                 | —                  | —                  | 53                 | 96                 | 36                 | —                  | —                  | 66                 | 84                 | Introducing Joss Stone              |                    |
| 2007                                                           | L-O-V-E                                           | —                  | —                  | —                  | —                  | —                  | —                  | —                  | —                  | —                  | 75                 | 100                | Introducing Joss Stone              |                    |
| 2008                                                           | Baby Baby Baby                                    | —                  | —                  | —                  | —                  | —                  | —                  | —                  | —                  | —                  | —                  | —                  | Introducing Joss Stone              |                    |
| 2009                                                           | Free Me                                           | —                  | —                  | —                  | —                  | —                  | —                  | —                  | —                  | —                  | 50                 | —                  | Colour Me Free!                     |                    |
| 2010                                                           | Stalemate                                         | —                  | —                  | —                  | —                  | —                  | —                  | —                  | —                  | —                  | —                  | —                  | Colour Me Free!                     |                    |
| 2011                                                           | Somehow                                           | —                  | —                  | —                  | —                  | —                  | —                  | —                  | —                  | —                  | —                  | —                  | LP1                                 |                    |
| 2011                                                           | Karma                                             | —                  | —                  | —                  | —                  | —                  | —                  | —                  | —                  | —                  | —                  | —                  | LP1                                 |                    |
| 2011                                                           | Don't Start Lying to Me Now                       | —                  | —                  | —                  | —                  | —                  | —                  | —                  | —                  | —                  | —                  | —                  | LP1                                 |                    |
| 2012                                                           | While You're Out Looking for Sugar                | —                  | —                  | —                  | —                  | —                  | —                  | —                  | —                  | —                  | —                  | —                  | The Soul Sessions Vol. 2            |                    |
| 2012                                                           | The High Road                                     | —                  | —                  | —                  | —                  | —                  | —                  | —                  | —                  | —                  | —                  | —                  | The Soul Sessions Vol. 2            |                    |
| Collaborazioni con altri artisti                               |                                                   |                    |                    |                    |                    |                    |                    |                    |                    |                    |                    |                    |                                     |                    |
| 2004                                                           | Do They Know It's Christmas? (con la Band Aid 20) | —                  | —                  | —                  | —                  | —                  | 7                  | 4                  | 1                  | —                  | 7                  | 1                  | nessuno                             |                    |
| 2005                                                           | Piece of My Heart (con Melissa Etheridge)         | 32                 | —                  | —                  | —                  | —                  | —                  | —                  | —                  | —                  | —                  | —                  | nessuno                             |                    |
| 2005                                                           | Come Together Now (artisti vari)                  | 13                 | —                  | —                  | —                  | —                  | —                  | —                  | —                  | —                  | —                  | —                  | Hurricane Relief: Come Together Now |                    |
| 2006                                                           | Cry Baby Cry (con Santana e Sean Paul)            | —                  | —                  | —                  | —                  | —                  | 47                 | 46                 | —                  | —                  | 29                 | 71                 | All That I Am                       |                    |
| 2007                                                           | Sing (con Annie Lennox)                           | —                  | —                  | —                  | —                  | —                  | —                  | —                  | —                  | —                  | —                  | 161                | Song of Mass Destruction            |                    |
| 2008                                                           | Tip on My Tongue (con Something Sally)            | —                  | —                  | —                  | —                  | —                  | —                  | —                  | 18                 | —                  | —                  | —                  | Familiar Strangers                  |                    |
| 2009                                                           | You're the One for Me (con Smokey Robinson)       | —                  | —                  | —                  | —                  | —                  | —                  | —                  | —                  | —                  | —                  | —                  | Time Flies When You're Having Fun   |                    |
| 2010                                                           | I Put a Spell on You (con Jeff Beck)              | —                  | —                  | —                  | —                  | —                  | —                  | —                  | —                  | —                  | —                  | —                  | Emotion & Commotion                 |                    |
| 2010                                                           | The Best Thing About Me Is You (con Ricky Martin) | 74                 | —                  | —                  | —                  | —                  | —                  | —                  | —                  | —                  | —                  | —                  | Música + Alma + Sexo                |                    |
| "—" indica che il singolo non si è classificato in quel Paese. |                                                   |                    |                    |                    |                    |                    |                    |                    |                    |                    |                    |                    |                                     |                    |

### Altre canzoni
| Anno | Titolo                              | Album                                            | Featuring                  |  |
| ---- | ----------------------------------- | ------------------------------------------------ | -------------------------- |  |
| 2004 | It's a Man's Man's World            | Singolo di Super Duper Love                      |                            |  |
| 2004 | Holding Out for a Hero              | Singolo di You Had Me                            |                            |  |
| 2004 | The Player                          | Singolo di Right to Be Wrong                     |                            |  |
| 2004 | Lonely Without You                  | Colonna sonora del film Alfie                    | Mick Jagger                |  |
| 2004 | Alfie                               | Colonna sonora del Alfie                         |                            |  |
| 2004 | Wicked Time                         | Colonna sonora del film Alfie                    | Nadirah                    |  |
| 2004 | Issues                              | Live                                             | Mr.G                       |  |
| 2004 | The Right Time                      | Singolo per la campagna della Gap                |                            |  |
| 2004 | God Only Knows                      |                                                  |                            |  |
| 2005 | What Ever Happened to the Heroes    | Colonna sonora del film I Fantastici Quattro     |                            |  |
| 2005 | Under Pressure                      | Tribute of Queen                                 |                            |  |
| 2005 | Love Sneakin' Up on You             | Live                                             | Sting                      |  |
| 2005 | When Love Comes to Town             | Live                                             | Herbie Hancock, Jonny Lang |  |
| 2005 | Treat Me Right (I'm Yours for Life) | Colonna sonora del telefilm Desperate Housewives |                            |  |
| 2005 | Come Together Now                   | Singolo per le vittime dell'uragano Katrina      | Artisti vari               |  |
| 2005 | Stir It Up                          | Colonna sonora del film Disney Chicken Little    | Patti Labelle              |  |
| 2005 | Calling It Christmas                | Live                                             | Elton John                 |  |
| 2005 | Family Affair                       | Live                                             | John Legend e Van Hunt     |  |
| 2006 | Cry Baby Cry                        | All That I Am                                    | Carlos Santana e Sean Paul |  |
| 2006 | Anniversary                         | The Truth About Love                             | Lemar                      |  |
| 2006 | Erica                               |                                                  | Dead Celebrity Status      |  |
| 2007 | Flower Child                        | https://myspace.com/guychambers                  | Guy Chambers               |  |
| 2007 | Gimme Shelter                       | Djin Djin                                        | Angelique Kidjo            |  |
| 2007 | Wonderful World                     |                                                  |                            |  |
| 2007 | Big Ol'Game                         |                                                  |                            |  |
| 2007 | Busfull of Love                     |                                                  |                            |  |
| 2007 | All I Want For Christmas Is You     |                                                  |                            |  |
| 2011 | Miracle Worker                      |                                                  | Superheavy & Mick Jagger   |  |

## Videografia
| Anno | Video                                                  |  |
| ---- | ------------------------------------------------------ |  |
| 2004 | Fell in Love with a Boy                                |  |
| 2004 | Super Duper Love                                       |  |
| 2004 | You Had Me                                             |  |
| 2004 | Right to Be Wrong                                      |  |
| 2005 | Spoiled                                                |  |
| 2005 | Don't Cha Wanna Ride                                   |  |
| 2005 | Cry Baby/Piece of My Heart (con Melissa Etheridge)     |  |
| 2006 | Cry Baby Cry (Santana e Sean Paul)                     |  |
| 2007 | Tell Me 'Bout It                                       |  |
| 2007 | Tell me what we're gonna do now                        |  |
| 2007 | Big Ol'Game                                            |  |
| 2007 | Busfull of Love                                        |  |
| 2007 | Gimme Shelter (con Angélique Kidjo)                    |  |
| 2008 | The Anti-Christmas Carol                               |  |
| 2009 | Baby Baby Baby                                         |  |
| 2010 | Stand Up to Cancer (con David A. Stewart)              |  |
| 2011 | Miracle Worker (con SuperHeavy)                        |  |
| 2011 | Karma                                                  |  |
| 2012 | While You're Out Looking for Sugar                     |  |
| 2012 | The High Road                                          |  |
| 2013 | The Love We Had (Stays on My Mind)                     |  |
| 2014 | No Man's Land (Green Fields of France) (con Jeff Beck) |  |
| 2015 | The Answer                                             |  |
| 2015 | Stuck on You                                           |  |
| 2017 | Oceans                                                 |  |
| 2018 | This Time (con Mike Andersen)                          |  |
| 2019 | My Love Goes On (con James Morrison)                   |  |
| 2020 | Lean on Me (con Beverley Knight)                       |  |